# Parafia Narodzenia Najświętszej Maryi Panny w Chotyńcu
Parafia Narodzenia Najświętszej Maryi Panny w Chotyńcu − parafia rzymskokatolicka znajdująca się w archidiecezji przemyskiej w dekanacie Radymno II.

## Historia
Wieś Chotyniec powstała w XV wieku. W 1615 roku grekokatolicy zbudowali obecną cerkiew. Po II wojnie światowej dawna cerkiew została zaadaptowana na kościół filialny.
W 1983 roku dekretem bpa Ignacego Tokarczuka została erygowana parafia z wydzielonego terytorium parafii w Korczowej. W 1987 roku z powodu złego stanu technicznego cerkiew została zamknięta, a w 1991 roku oddano ją miejscowym grekokatolikom. 
Następnie msze święte odprawiano w dolnej części nowej plebanii. W kwietniu 1991 roku rozpoczęto budowę murowanego kościoła, według projektu arch. inż. Jerzego Wiechowskiego. W 1996 roku nowy kościół został poświęcony.
Na terenie parafii jest 733 wiernych (w tym: Chotyniec – 601, Zaleska Wola – 126, Chałupki Chotynieckie – 6).
Proboszczami parafii byli: ks. Ryszard Ośmak (od 1983), ks. Andrzej Gil, ks. Wiesław Buszta, ks. Zbigniew Kaszuba (1997–1998), ks. Zbigniew Góra (1998–2002), ks. Jan Bocek (2002–2009).